# John Paintsil
John Paintsil (Berekum, 15 juni 1981) is een Frans-Ghanees voormalig profvoetballer. Zijn officiële achternaam is Paintsil, maar bij zijn geboorteaangifte werd deze geregistreerd als Pantsil. Deze schrijfwijze verscheen dan ook op zijn paspoort en daarmee ook op zijn registratie in de Premier League.

## Clubcarrière
Paintsil begon zijn profcarrière in zijn geboorteland Ghana bij Berekum Arsenal en Liberty Professionals FC. Na een zeer kort verblijf bij de Poolse club Widzew Łódź verkaste hij in 2002 naar de Israëlische club Maccabi Tel Aviv.
Met deze club werd hij kampioen van Israël en bereikte hij er de halve bekerfinale. Hij speelde 46 wedstrijden binnen Israël en vijf in de Champions League.
In december 2004 werd hij overgenomen door rivaal Hapoel Tel Aviv. In het seizoen 2005/06 werd de club tweede in de competitie en wonnen zij de Israëlische beker. Paintsil speelde 42 wedstrijden voor Hapoel, waarin hij driemaal scoorde.
In augustus 2006 vertrok Paintsil naar West Ham United, waar hij het rugnummer 14 kreeg. Hij speelde in het seizoen 2006/07 slechts vijf wedstrijden. In de zomer dacht hij na over zijn opties, omdat hij wel zeker wilde zijn van een plaats in het Ghanees elftal voor de Africa Cup 2008. Hij bleef bij de club en begin pas in juli 2008 gesprekken met Fulham met het oog op een overname.
Op 15 juli 2008 was deze overname gereed. Samen met teamgenoot Bobby Zamora ging Paintsil naar Fulham voor een totaalbedrag van 6,3 miljoen Pond. Hij werd direct een vaste waarde in het eerste elftal van de club.
In Juni 2011 kondigde nieuwe Fulham hoofdtrainer Martin Jol dat Pantsil zijn laatste wedstrijd had gespeeld voor Fulham en dat hij niet zou terugkeren voor het 2011-12 seizoen. Zijn contract werd beëindigd door Fulham in June 2011.
Op 21 juli 2011 tekende Paintsil voor drie jaar bij Leicester City. Hij werd hoofdtrainer Sven-Göran Erikssons achtste aankoop van de zomer van 2011.

## Interlandcarrière
Paintsil maakte deel uit van het elftal Ghana onder 21 en was daarmee finalist in het WK onder 21 in Argentinië in 2001. Hij vertegenwoordigde zijn vaderland op de Olympische Spelen 2004 in Athene, waar de selectie onder leiding van bondscoach Mariano Barreto in de groepsronde werd uitgeschakeld. Voor de Africa Cup in Mali in 2002 en in Egypte in 2006 speelde hij voor het Ghanees elftal. Paintsil speelde in alle wedstrijden van Ghana tijdens het WK 2006, waar Ghana in de tweede ronde werd uitgeschakeld door Brazilië.
Ook maakte hij deel uit van het Ghanees elftal tijdens het WK 2010 in Zuid-Afrika, waar het land de kwartfinales bereikte. In de kwartfinale verloor Ghana van Uruguay. In de wedstrijd tegen Servië op 13 juni 2010 stond zijn naam achter op zijn shirt gespeld als Panstil.